# Озоркув
Озо́ркув (пол. Ozorków) — місто в центральній Польщі, на річці Бзура, притоці Вісли.
Належить до Згезького повіту Лодзького воєводства.

## Демографія
Демографічна структура станом на 31 березня 2011 року:
|          | Загалом | Допрацездатний вік | Працездатний вік | Постпрацездатний вік |
| -------- | ------- | ------------------ | ---------------- | -------------------- |
| Чоловіки | 9570    | 1716               | 6861             | 993                  |
| Жінки    | 10937   | 1723               | 6478             | 2736                 |
| Разом    | 20507   | 3439               | 13339            | 3729                 |

## Історія
Історія міста сягає п’ятнадцятого століття.  У 1415 році в одній із польських хронік згадується невелике село з важкодоступними лісами та болотами, що належало родині Щавінських.  У 1807 році майбутній власник Озоркова Ігнацій Старжинський, сподіваючись розширити свій текстильний бізнес, привіз до села 19 драпіровок із Саксонії.  У 1815 році їх кількість зросла до 117, тоді як у місті Лодзь нараховувалося 331.